# Juan Francisco Luna
Juan Francisco Luna Almendros (Madrid, España, 28 de octubre de 1951) es un exfutbolista español que se desempeñaba como defensa.

## Clubes
| Club           | País   | Año       |
| -------------- | ------ | --------- |
| Rayo Vallecano | España | 1973-1980 |